# Lacmellea arborescens
Lacmellea arborescens é uma espécie de planta da família Apocynaceae e do gênero Lacmellea.  

## Taxonomia
O táxon foi descrito oficialmente em 1941 por Friedrich Markgraf. 
A espécie havia sido descrita anteriormente sob o basiônimo Zschokkea arborescens (gênero Zschokkea) em 1860 por Johannes Müller Argoviensis.  A espécie foi listada no livro Flora Brasiliensis, de von Martius.